# ماستر (مقاطعة فراهان)
ماستر (بالفارسية: ماستر) هي قرية تقع في مركزي في إيران. يقدر عدد سكانها بـ 505 نسمة بحسب إحصاء 2016.